# Гайкодзорский сельский округ
Гайкодзорский сельский округ — административно-территориальная единица в составе Анапского района Краснодарского края. В рамках муниципального устройства относится к муниципальному образованию город-курорт Анапа.
Административный центр — село Гай-Кодзор.

## Население
| 2002 | 2010  | 2017  |
| ---- | ----- | ----- |
| 5177 | ↗5663 | ↗6880 |

## Населённые пункты
В состав сельского округа входят 3 населённых пункта:
| № | Населённый пункт | Тип населённого пункта | Население |
| - | ---------------- | ---------------------- | --------- |
| 1 | Гай-Кодзор       | село                   | ↗3248     |
| 2 | Заря             | хутор                  | ↗1179     |
| 3 | Рассвет          | хутор                  | ↗1516     |